# Agapanthus caulescens
Agapanthus caulescens är en amaryllisväxtart som beskrevs av Spreng.. Agapanthus caulescens ingår i släktet Agapanthus och familjen amaryllisväxter.

## Underarter
Arten delas in i följande underarter:
- A. c. angustifolius
- A. c. caulescens
- A. c. gracilis